# Пак Сон Хва
Пак Сон Хва (박성화; род. 7 мая 1955, Ульсан) — южнокорейский футболист, играл на позиции полузащитника. По завершении игровой карьеры — футбольный тренер.

## Биография
В качестве футболиста выступал на позиции полузащитника за ряд ведущих корейских команд. В 1970-80-е годы был одним из лучших футболистов страны. Провел более ста матчей за сборную Южная Кореи. После завершения карьеры перешел на тренерскую работу. В 1997 и 1998 годах Пак Сон Хва дважды приводил «Пхохан Стилерз» к победе в азиатском Кубке чемпионов, а затем вместе с молодежной сборной Южной Кореи дважды побеждал на Чемпионате Азии. В 2008 году руководил сборной на Летних Олимпийских играх в Пекине. Позднее работал со взрослой и молодежной сборной Мьянмы.

## Достижения

### Футболиста
- Чемпион Южной Кореи (2): 1983, 1986.
- Финалист Кубка Президента Южной Кореи (2): 1976, 1980.
- Серебряный призер Кубка Азии (1): 1980.
- Победитель Азиатских игр (1): 1978.

### Тренера
- Обладатель азиатского Кубка чемпионов (2): 1996/97, 1997/98.
- Обладатель Кубка Южной Кореи (1): 1996.
- Обладатель Кубка корейской лиги (1): 1994.
- Вице-чемпион Южной Кореи (2): 1996, 1997.
- Чемпион молодежного Кубка Азии (2): 2002, 2004.

### Индивидуальные
- Футболист года в Южной Корее (1): 1979.
- Футбольный тренер месяца в Азии (1): 1998 (апрель), 1999 (февраль)[4][5].

## Прочее
Список футболистов, сыгравших 100 и более матчей за национальную сборную